# Jordi Llopart
Jordi Llopart Ribas hiszp. Jorge Llopart (ur. 5 maja 1952 w El Prat de Llobregat, zm. 10 listopada 2020 w Barcelonie) – hiszpański lekkoatleta, chodziarz, pochodzący z Katalonii, mistrz Europy i srebrny medalista olimpijski.

## Życiorys
Pochodził z tej samej miejscowości, co inny słynny hiszpański chodziarz Josep Marín.
Zwyciężył w chodzie na 50 kilometrów podczas XII Mistrzostw Europy w 1978 w Pradze. Podczas XXII Letnich Igrzysk Olimpijskich w 1980 w Moskwie zdobył srebrny medal na tym samym dystansie.
Podczas XIII Mistrzostw Europy w 1982 w Atenach zajął 6. miejsce w chodzie na 50 kilometrów. Podczas pierwszych Mistrzostw Świata w 1983 w Helsinkach zajął 28. miejsce w chodzie na 20 kilometrów, a chodu na 50 kilometrów nie ukończył.
Podczas XXIII Letnich Igrzysk Olimpijskich w 1984 w Los Angeles zajął 7. miejsce w chodzie na 50 km. Podczas XIV Mistrzostw Europy w 1986 w Stuttgarcie zajął 9. miejsce na tym samym dystansie. Został zdyskwalifikowany na dystansie 50 km podczas II Mistrzostw Świata w 1987 w Rzymie. Zajął 13. miejsce w tej konkurencji podczas XXIV Letnich Igrzysk Olimpijskich w 1988 w Seulu. Nie ukończył chodu na 50 km podczas XV Mistrzostw Europy w 1990 w Splicie. Podczas III Mistrzostw Świata w 1991 w Tokio zajął 17. miejsce w chodzie na 50 km.
Siedem razy wystąpił w Pucharze Świata. W 1979 startował w chodzie na 20 km, zajął 25. miejsce. W pozostałych występach startował w chodzie na 50 km i zajął następujące miejsca: 1981 – nie ukończył, 1983 – 4. miejsce, 1985 – 8. miejsce, 1987 – 14. miejsce, 1989 – nie ukończył, 1991 – 26. miejsce.
Był mistrzem Hiszpanii w chodzie na 50 km w 1978, 1979, 1981, 1985, 1986 i 1989-1991.
W 1991 zakończył karierę zawodniczą i został trenerem. Trenował m.in. Daniela Plazę, który został mistrzem olimpijskim podczas XXV Letnich Igrzysk Olimpijskich w 1992 w Barcelonie.